# Vahl-lès-Faulquemont
Vahl-lès-Faulquemont är en kommun i departementet Moselle i regionen Grand Est (tidigare regionen Lorraine) i nordöstra Frankrike. Kommunen ligger i kantonen Faulquemont som tillhör arrondissementet Boulay-Moselle. År 2022 hade Vahl-lès-Faulquemont 245 invånare.

## Befolkningsutveckling
Antalet invånare i kommunen Vahl-lès-Faulquemont
| Referens: INSEE |